# Waggonfabrik Gebrüder Gastell

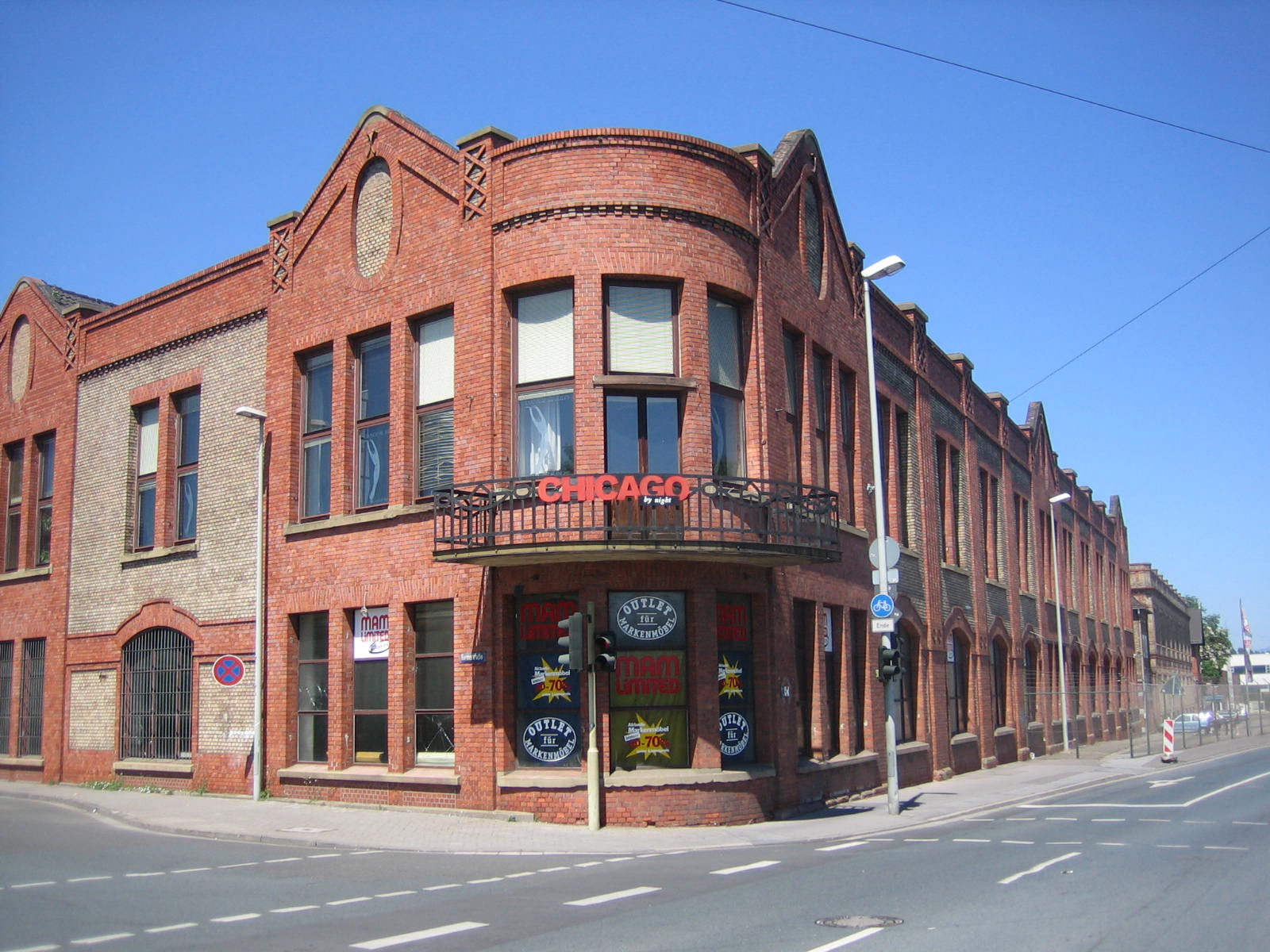
Kaiserbalkon am Fabrikgebäude der Gebrüder Gastell

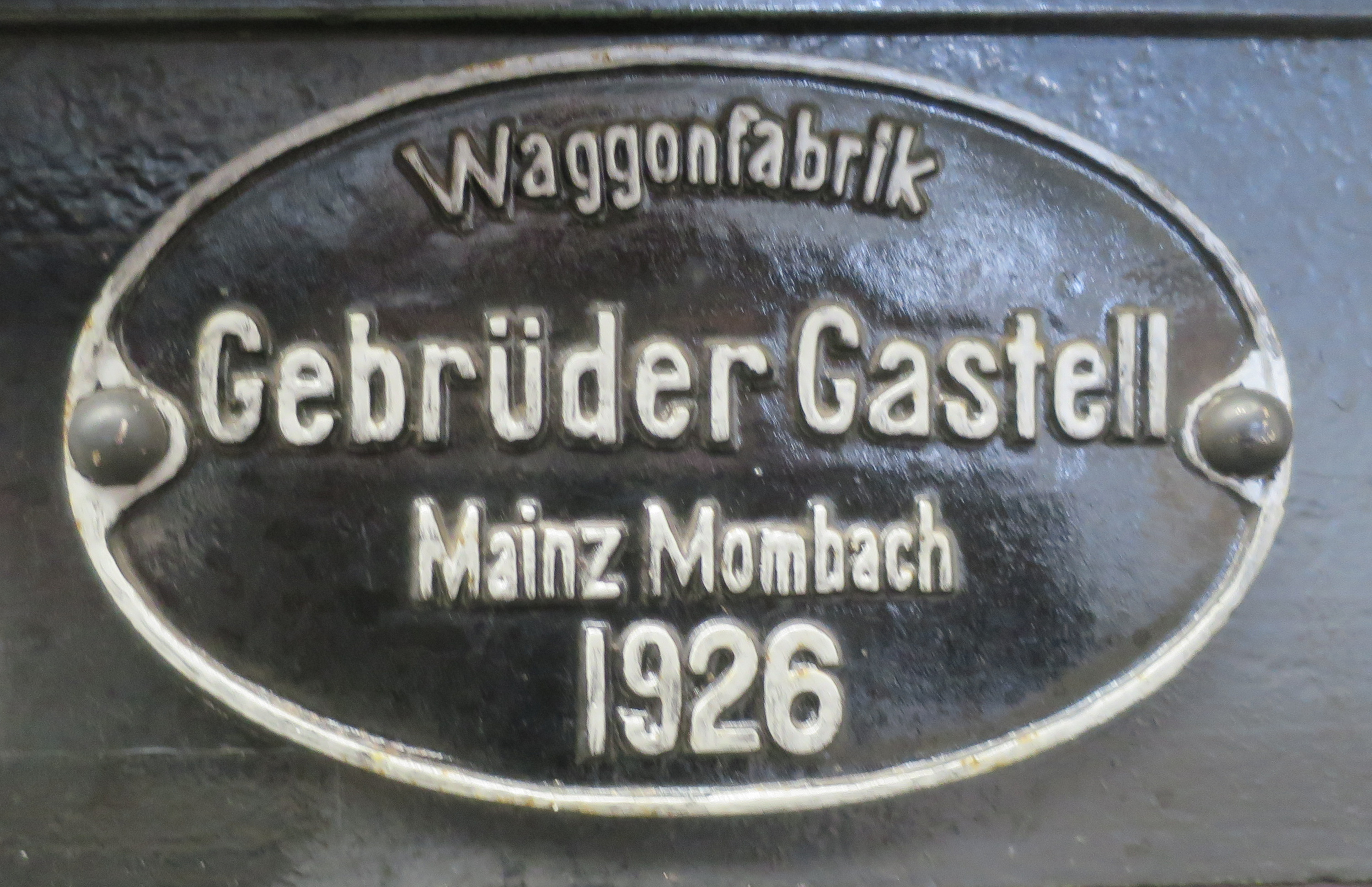
Gusseisernes Herstellerschild an einem Fahrzeug

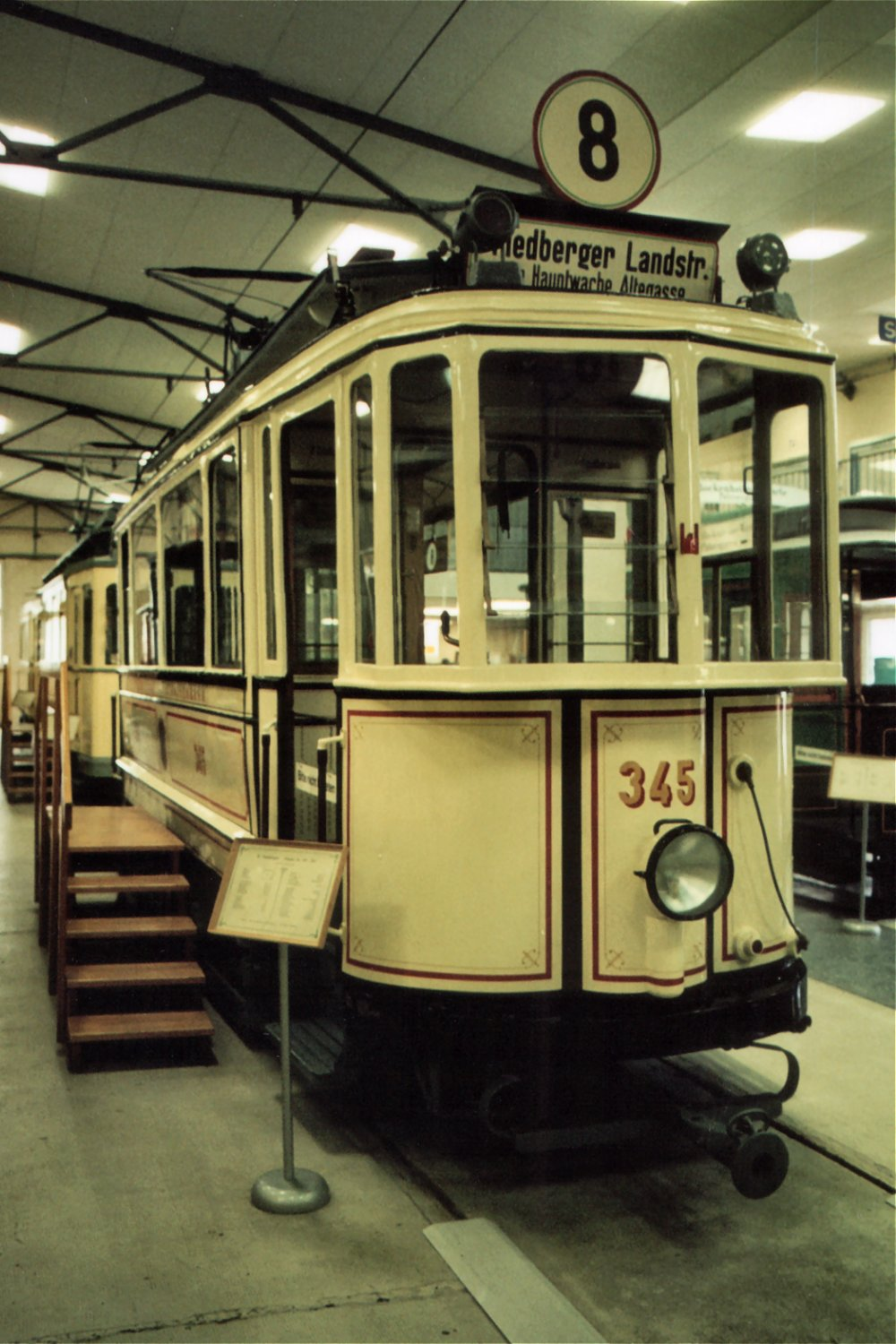
B-Triebwagen 345 von Gebrüder Gastell im Verkehrsmuseum Frankfurt am Main in Frankfurt-Schwanheim

Die Chaisen- und Eisenbahnwagen-Fabrik der Gebrüder Gastell, von 1848 bis 1872 Gastell & Harig, besser bekannt unter der ab 1872 geführten Firma Waggonfabrik Gebrüder Gastell, war ein deutsches Unternehmen zur Herstellung von Eisenbahnwagen und Straßenbahn-Fahrzeugen in Mainz. Das ehemalige Werksgelände im Stadtteil Mainz-Mombach trägt heute den Namen Alte Waggonfabrik.

## Geschichte
Die Waggonfabrik entwickelte sich – ähnlich wie andere Waggonbau-Unternehmen in der Frühzeit der Eisenbahnen – aus einer Werkstatt zur Herstellung von Pferdekutschen. Diese war wiederum 1820 aus einer Sattlerwerkstatt hervorgegangen. Die Waggonfabrik wurde 1845 gegründet und ist damit älter als der erste Eisenbahnanschluss in Mainz (siehe Mainz Hauptbahnhof). Unternehmensgründer war der später zum Kommerzienrat ernannte Otto Gastell. Im Jahr 1848 musste das Unternehmen seine Fabrikation auf ein ländliches Anwesen in Mainz-Mombach verlegen. Thomas Harig trat als Gesellschafter bei, und so firmierte das Unternehmen bis 1872 unter Gastell & Harig. Mit Aufgabe der Kutschenproduktion ging das Unternehmen in den alleinigen Besitz der Familie Albert Gastell über und firmierte fortan als Waggonfabrik Gebrüder Gastell.
Als Otto Gastell am 1. April 1877 aus dem Unternehmen ausschied, übernahm sein Sohn Albert Gastell die Leitung. Später bildeten dessen Söhne Josef, Franz und Otto die Geschäftsführung. Zuerst wurden am Standort in der Nähe des Münsterplatzes Wagen für die Taunus-Eisenbahn gebaut. Dafür wurden auf der Ludwigsstraße Bahngleise verlegt, die in Richtung Rhein führten.
Die heutigen historischen Gelbklinkerbauten mit Rotklinkergliederung wurden von 1896 bis 1910 nach Plänen des Architekten Franz Philipp Gill errichtet; die Gebäude stehen heute unter Denkmalschutz und sind in der Liste der Kulturdenkmäler in Mainz-Mombach verzeichnet.
Nach den Bombenschäden des Zweiten Weltkriegs war die Phönix-Halle die erste Halle des Unternehmens, die wiederaufgebaut wurde. Das Gelände der Waggonfabrik diente danach noch als Sonderfahrzeugwerk der Westwaggon, als Omnibuswerk der Unternehmen Magirus-Deutz und Iveco und schließlich, nach der Aufgabe des Mainzer Werks durch Iveco, bis 1994 als zweites Mainzer Werk der bis dahin nur in Mainz-Gonsenheim ansässigen MIP Mainz Industries Panzerwerke. Nach dem Scheitern des Konversionskonzepts und dem daraus resultierenden Konkurs der MIP (beziehungsweise deren Muttergesellschaft MIT Mainz Industrie Technologie GmbH) wurde das Gelände schließlich an die Trierer Wohnungsbaugesellschaft TRIWO verkauft.

## Heutige Nutzung

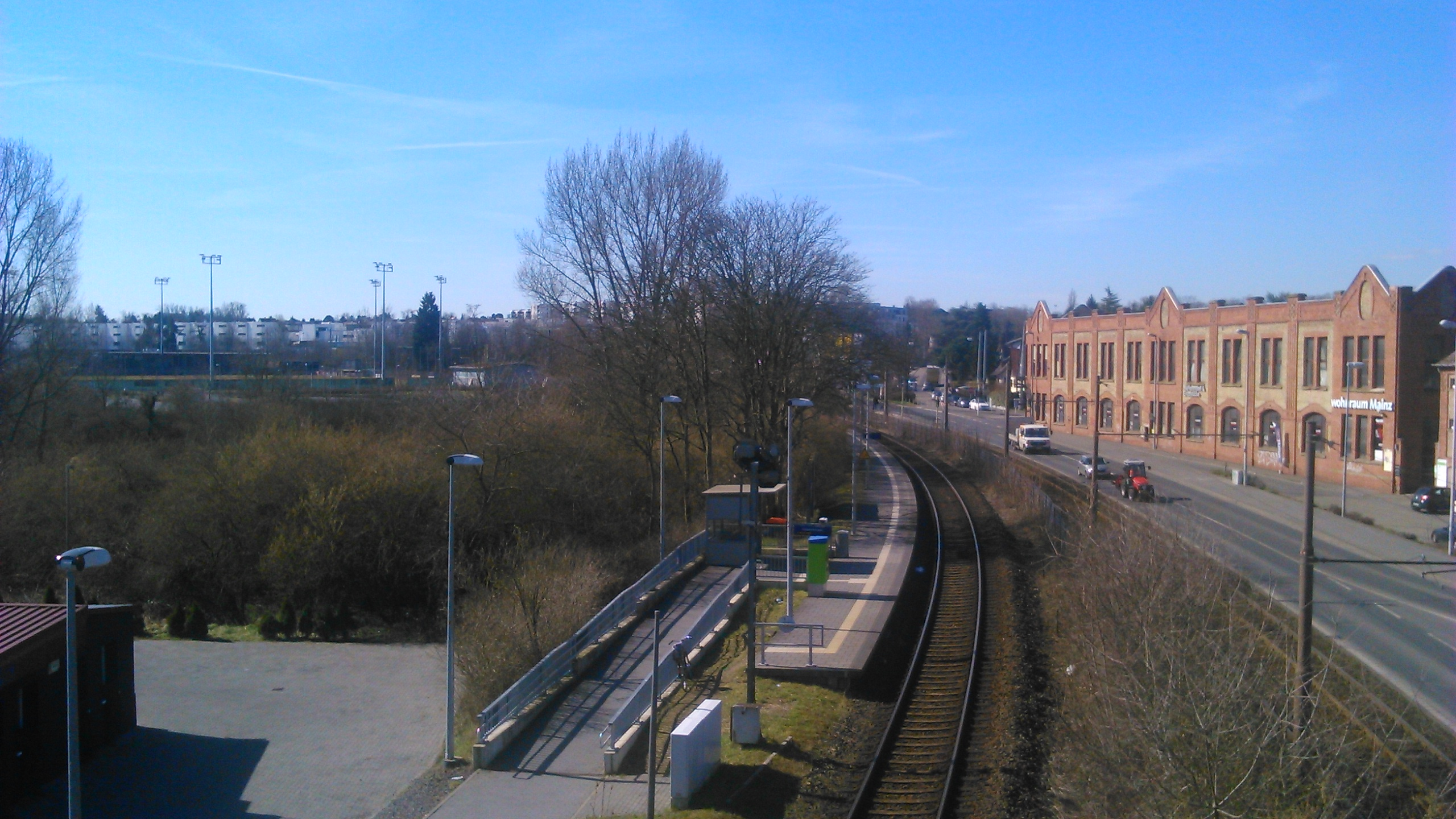
Haltepunkt Waggonfabrik an der Bahnstrecke Alzey-Mainz (2018)

Das Areal der Waggonfabrik mit der Phönix-Halle in Mainz-Mombach, gelegen zwischen Turmstraße und Am Schützenweg, wurde 2008 von der Berliner BEOS GmbH für eine internationale Investorengruppe erworben und wird heute unter anderem von verschiedenen Künstlern, freikirchlichen Einrichtungen, sowie von Handels-, Industrie- und Logistik-Unternehmen genutzt.
Der Haltepunkt Mainz Waggonfabrik an der Bahnstrecke Alzey–Mainz erinnert auch heute noch an dieses Kapitel rheinhessischer Industriegeschichte. Bis 2011 wurde er aus Mitteln des Konjunkturpakets II barrierefrei umgebaut. Auf einer Länge von 170 Metern und auf einer Breite von 2,75 Metern wurde der Bahnsteig um 50 Zentimeter erhöht. Der Haltepunkt wird in beide Richtungen jeweils im Stundentakt von der Regionalbahnlinie RB 31 bedient.